# Société de développement des entreprises culturelles
 (mars 2025).
La Société de  développement des entreprises culturelles (SODEC) est une société d'État québécoise créée en 1995 qui relève du ministre de la Culture et des Communications.
La SODEC a pour mandat de promouvoir et de soutenir le développement des entreprises culturelles au Québec et à l’étranger dans les secteurs de l’audiovisuel, du livre, de l’édition, des métiers d’art, du marché de l’art, de la musique, du spectacle et du numérique. La SODEC a également le mandat de protéger et de mettre en valeur un parc immobilier patrimonial de 32 immeubles, reflet de l’identité québécoise.

## Services et programmes

### Aide financière
La SODEC gère un ensemble de programmes d’aide financière destinés aux entreprises culturelles des domaines de l'audiovisuel, du livre et de l'édition, des métiers d’art et du marché de l’art, de la musique et du spectacle ainsi que du numérique.
Ces programmes visent à répondre aux besoins des entreprises culturelles, à encourager l’entrepreneuriat culturel et à stimuler l’innovation. Ils donnent l’élan nécessaire au développement, à la production et à la diffusion d’œuvres originales et diversifiées, contribuant ainsi à forger notre identité nationale et à dynamiser notre économie.

### Aide à l'exportation
La SODEC offre un soutien aux entreprises souhaitant évoluer sur les marchés internationaux dans les domaines suivants : audiovisuel, livre et édition, métiers d’art et marché de l’art, musique et spectacle ainsi que numérique.
La SODEC encourage les activités, en assurant la présence et le rayonnement de la culture québécoise. Elle propose des programmes d’aide aux entreprises pour développer des marchés sur la scène internationale, saisir des occasions d’affaires ponctuelles, assurer la présence d’entreprises directement ou par le biais d’opérateurs lors d’événements majeurs.

### Mesures fiscales
La SODEC administre sept mesures d’aide fiscale destinées aux entreprises culturelles. Ces mesures prennent la forme de crédits d’impôt remboursables visant à créer de l’emploi au Québec et à soutenir la production et le rayonnement d’œuvres québécoises.

### Financement des entreprises
La SODEC offre les services d'une banque d’affaires pour accompagner les entreprises culturelles québécoises.
Les financements qu’elle autorise répondent à l’ensemble des besoins financiers des entreprises québécoises, en complémentarité avec d’autres partenaires financiers, pour créer des liens d’affaires à long terme entre les entreprises culturelles et les milieux financiers.

## Historique
- 1961 : Création du ministère des Affaires culturelles (MAC).
- 1975 : Création de l’Institut québécois du cinéma (IQC).
- 1978 : Adoption du livre blanc La politique  québécoise de développement culturel, présenté par Camille Laurin.
- 1978 : Création de la Société de développement des industries de la culture (SODIC).
- 1982 : Création de la Société de développement des industries de la culture et des communications (SODICC).
- 1983 : Création de la Société générale du cinéma du Québec (SGC) issue de l’IQC.
- 1988 : Création de la Société générale des industries culturelles (SOGIC) issue de la SODIC.
- 1989 : Transfert de la gestion du Patrimoine immobilier.
- 1992 : Le gouvernement du Québec se dote d’une Politique culturelle.
- 1995 : Création de la Société de développement des entreprises culturelles (SODEC) issue de la fusion de la SOGIC et de l’IQC en vertu de la Loi sur la Société de développement des entreprises culturelles.
- 1996 : Le décret no 512-96 confirme le mandat de la SODEC en matière de patrimoine immobilier.
- 1997 : La SODEC devient commanditaire du Fonds d’investissement de la culture et des communications.
- 2007 : La SODEC est assujettie à la Loi sur la gouvernance des sociétés d’État.
- 2011 : La SODEC devient commanditaire du Fonds Capital Culture Québec.